# 聖公會青衣邨何澤芸小學
聖公會青衣邨何澤芸小學（英語：S.K.H. Tsing Yi Estate Ho Chak Wan Primary School），簡稱「青澤」，為一所位於香港新界青衣的津貼小學，其前身為1974年創校之聖公會何澤芸小學下午校，2000年分拆並遷至現址。

## 歷史
此校前身為聖公會何澤芸小學下午校，於1974年在葵芳邨創立，至1993年受整體重建計劃影響而遷入青衣，並繼續實行半日制。
至1999年，原校獲准參與同年的校舍分配工作，以分拆為兩間獨立的全日制小學，並獲分配現址的用地建校。隨著新校舍於2000年完工，此校亦隨即遷入，並於新校名內加入相應地名；而上午校則留守長亨邨原址辦學。

## 校舍
此校為一所早期型小學千禧校舍，佔地約7,100平方米，設有30間課室及各種特別室。
校舍由耀榮建築有限公司承建，於2000年完工，同年9月啟用。

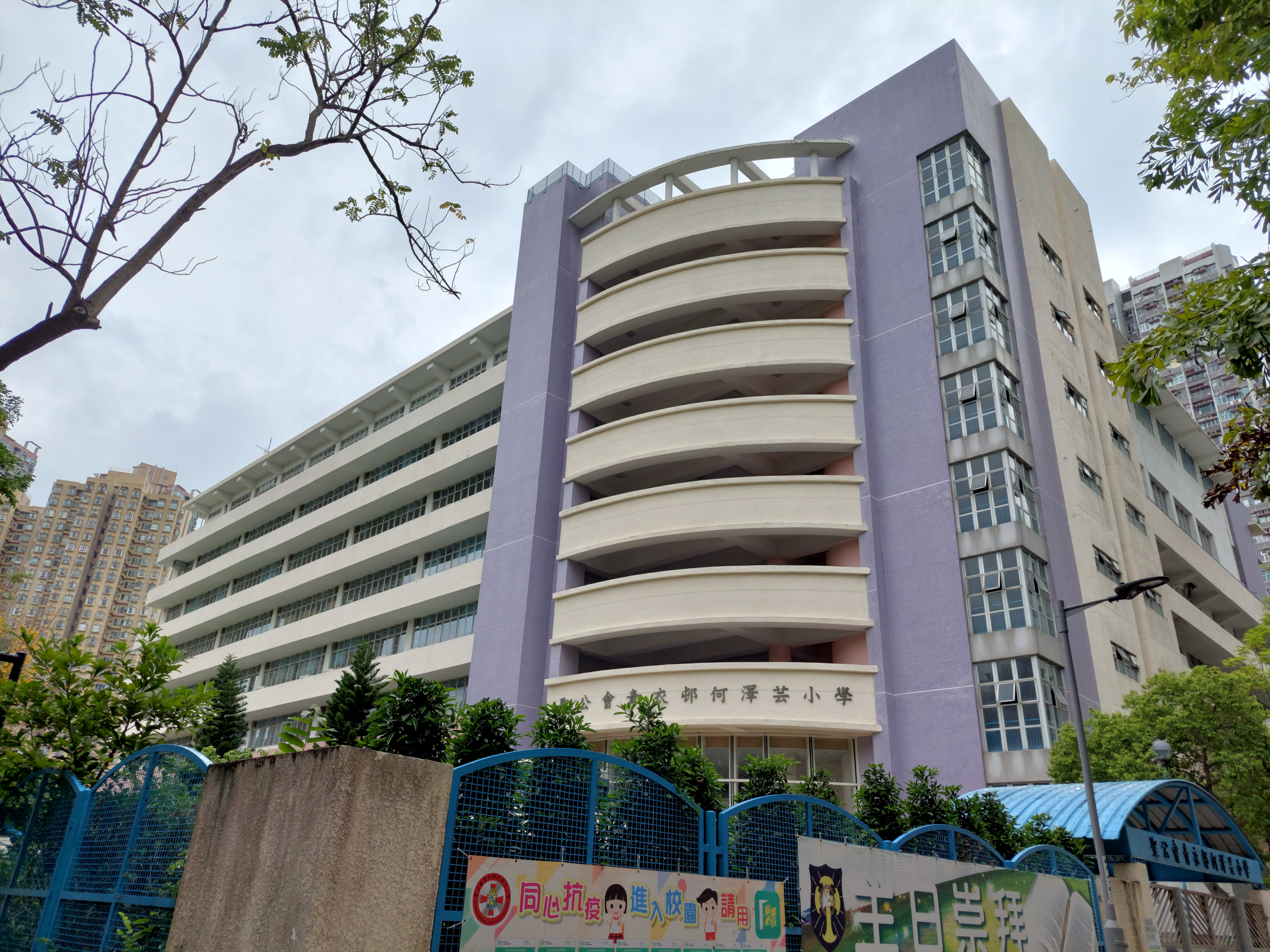
校舍正門

## 校政管理
歷任校監
- 陳璟 先生[7]
- 馬偉利先生
- 周偉文 先生

歷任校長
- 陳達文 先生（2000年-2003年，首任全日制校長）[7]
- 岑延芬 女士（2003年至2017年；前為同系主恩小學全日制首任校長[8]）
- 李佩雯 女士（2017年起，現任校長）

歷任副校長
- 尤玉枝 女士
- 張凱珊 女士
- 陳健瑩 女士
- 麥婉玲 女士

## 事件
- 於2016年立法會選舉當中，此校票站內的選民登記冊懷疑不翼而飛，直至2019年選舉事務處職員進行盤點時才被發現。及後，該處隨即報警及通知個人資料私隱專員公署處理[9]。

## 著名/傑出校友
- 陳苑澄（2007年小六）：前 As One 成員、《2018年度香港小姐競選》五強
- 郭柏姸（2010年小六）：藝人、《2020香港小姐競選》季軍
- 楊霈霖（2013年小六）：香港女子羽球運動員[10]

## 註解
1. ↑  原名為「聖公會思晃小學下午校」，1993年隨學校遷置而更名

## 外部連結
- 聖公會青衣邨何澤芸小學網站 （页面存档备份，存于）